# Marcellin-Marie Ndabnyemb
Marcellin-Marie Ndabnyemb (ur. 2 czerwca 1965 w Logbikoy) – kameruński duchowny katolicki, biskup Batouri od 2018.

## Życiorys

### Prezbiterat
Święcenia kapłańskie otrzymał 13 kwietnia 1996 i został inkardynowany do archidiecezji Douala. Po święceniach został nauczycielem w niższym seminarium, zaś po odbyciu studiów w Rzymie objął funkcję ojca duchownego w wyższym seminarium międzydiecezjalnym. W 2014 został dyrektorem kolegium Notre Dame des Nations.

### Episkopat
25 kwietnia 2018 papież Franciszek mianował go biskupem ordynariuszem diecezji Batouri. Sakry udzielił mu 7 lipca 2018 metropolita Duali – arcybiskup Samuel Kleda.